# Buk zwyczajny
Buk zwyczajny, buk pospolity (Fagus sylvatica L.) – gatunek drzewa należący do rodziny bukowatych (Fagaceae Dumort.). Występuje na przeważającej części kontynentu europejskiego. W Polsce gatunek rodzimy, pospolity na zachodzie i południu.

## Rozmieszczenie geograficzne

Granica zasięgu w Polsce

Występuje w stanie dzikim w Europie i w Azji Zachodniej. W Europie zasięg występowania ciągnie się od północy Półwyspu Iberyjskiego przez Francję, Niemcy, kraje Europy Środkowej i Bałkany. Na Półwyspie Skandynawskim i Wyspach Brytyjskich występuje jedynie na południu. W Azji wyłącznie na zachodzie, spotykany w Turcji, Iranie oraz na Kaukazie.
Przez Polskę przebiega północno-wschodnia granica zasięgu. Pokrywa się ona z linią, wzdłuż której charakterystyczny dla Europy Zachodniej klimat atlantycki przechodzi w kontynentalny. Poczynając od Królewca biegnie w kierunku południowym przez Lidzbark Warmiński, Olsztyn i Brodnicę. Tam skręca na zachód, przechodząc przez Chełmno, Bydgoszcz, zatacza koło przez Wągrowiec, okrążając od zachodu Poznań i Grodzisk Wielkopolski przez Leszno. Stamtąd biegnie w kierunku wschodnim przez Kalisz i Łódź do Skierniewic, skręcając ku Rawie Mazowieckiej, Opocznu i Radomiowi. Dalej przez Kazimierz, Lublin i Chełm. Tam raptownie skręca na południe w kierunku Zamościa i Tomaszowa Lubelskiego do granicy państwa. W Polsce zachodniej i południowej buk jest jednym z podstawowych drzew tworzących lasy. Poza zwartą granicą zasięgu znajdują się liczne pojedyncze stanowiska.

## Morfologia

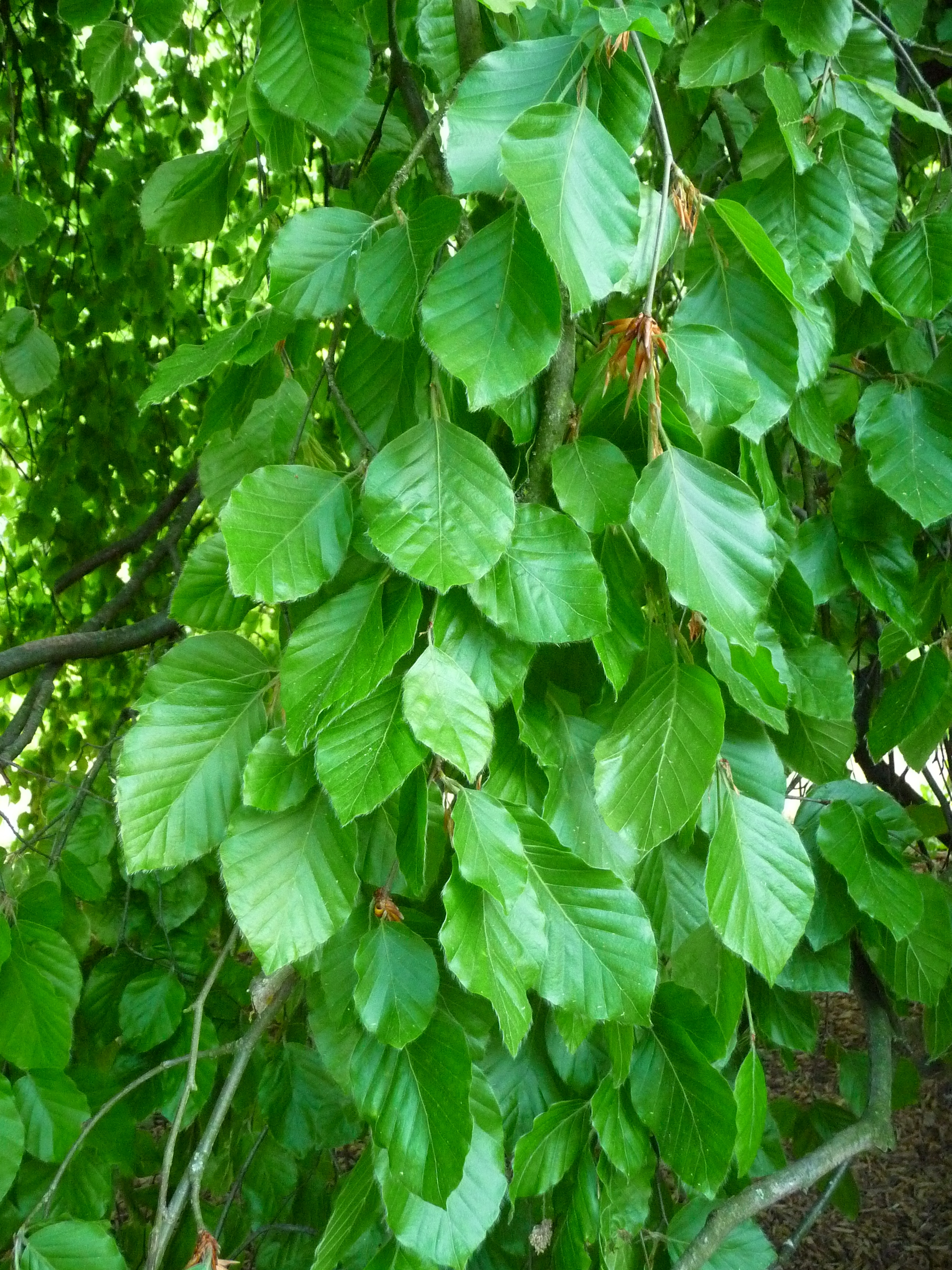
Liście

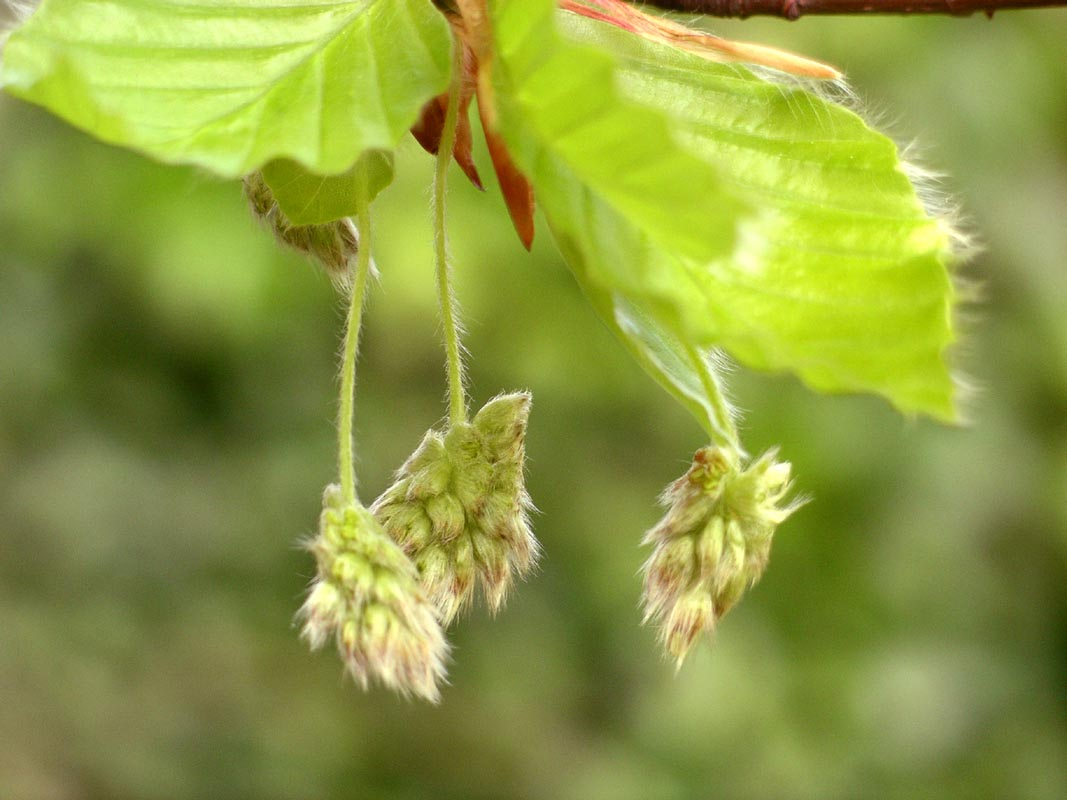
Kwiatostany

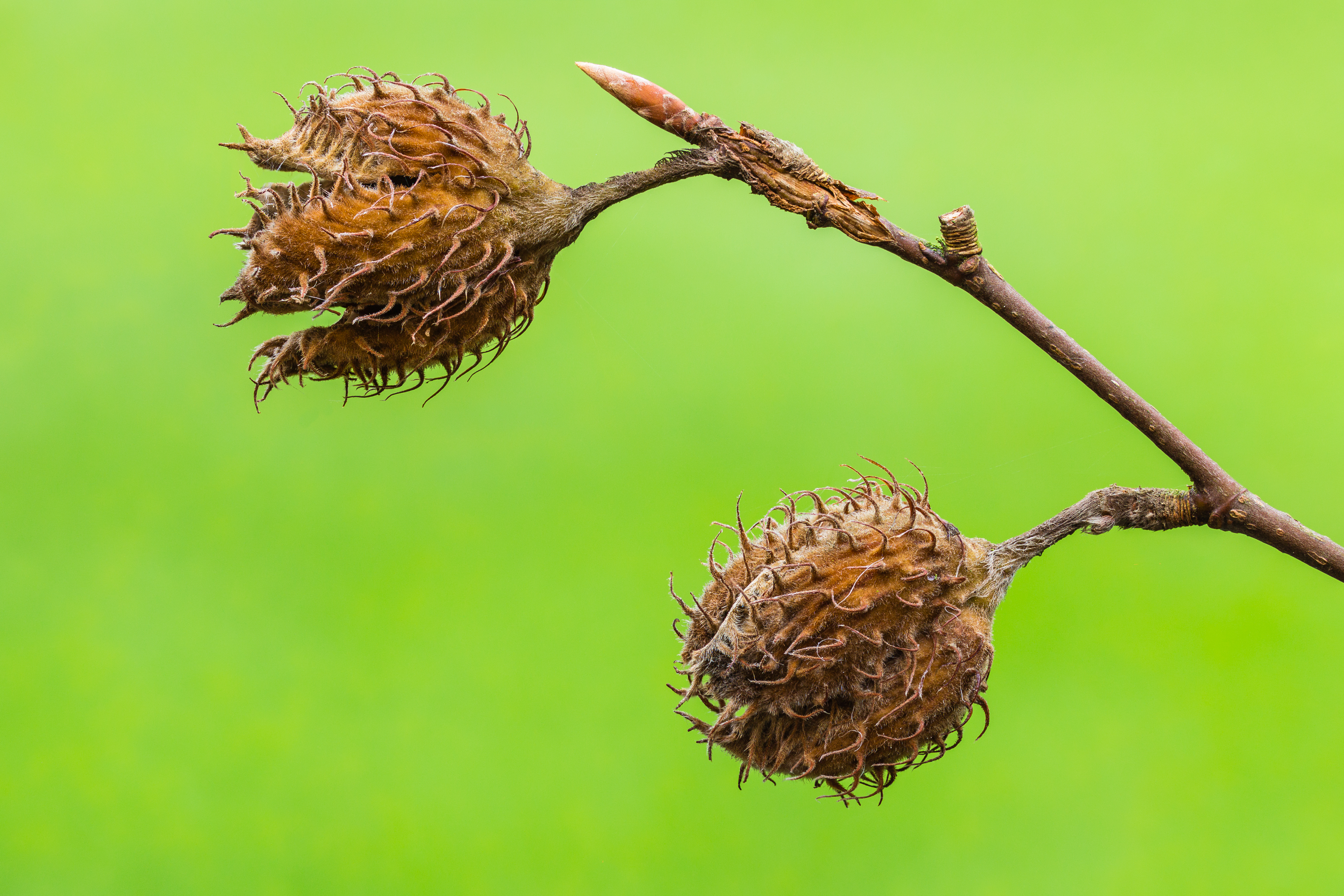
Owoce

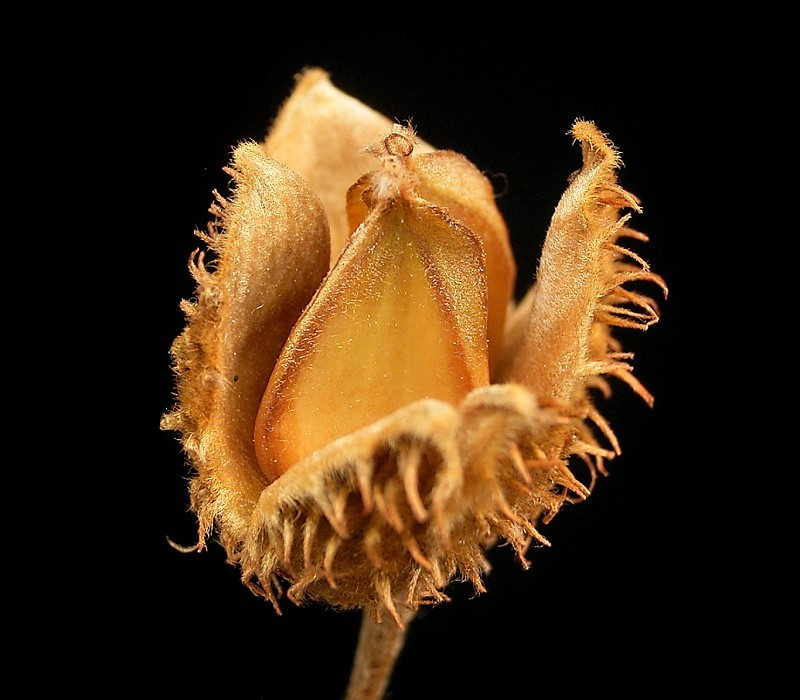
Otwarty owoc – bukiew i nasiono

PokrójDorasta do ok. 25–30 m wysokości (wyjątkowo 50 m). Korona młodszych drzew smukła, starszych gęsta, szeroka, nisko osadzona, jeżeli drzewo rośnie samotnie. U drzew rosnących w zwartych drzewostanach pnie są wysokie, gonne (bez bocznych gałęzi). Konary i większe gałęzie zwykle stromo wzniesione, na końcach nieznacznie zwisające.
PieńDobrze widoczny przynajmniej do połowy korony, dalej dzieli się na potężne konary. Kora cienka, gładka, popielatoszara. Z wiekiem staje się nieco szorstka, nigdy jednak nie bywa spękana i nie łuszczy się, może być nieco falista lub porysowana. Młode pędy owłosione.
LiścieSkrętoległe, jajowate lub eliptyczne dorastające do 10 cm długości i 5 cm szerokości, całobrzegie lub falisto ząbkowane (zwłaszcza na odroślach i siewkach). Z wierzchu ciemnozielone, błyszczące, od dołu jasne i matowe. Młode liście z obu stron owłosione srebrzysto. Starsze mają owłosiony główny nerw na spodniej stronie. U nasady zwężone klinowato. Ogonek krótki, owłosiony. Jesienią przybierają rdzawe barwy. Pączki długie, ostre, lancetowate i czerwonobrunatne.
KwiatyKwiaty męskie zebrane w pęczki zwisające na długich osadkach. Każdy kwiat składa się z 10–15 pręcików i krótkiego czerwonobrunatnego okwiatu w kształcie rurki. Kwiaty żeńskie zebrane po dwa, otoczone czteroklapową okrywą, która w miarę dojrzewania drewnieje tworząc tzw. miseczkę (cupuli).
PyłekZiarna kuliste, trójszczelinowe z charakterystycznymi porami, średnicy około 50 μm, o cienkiej ścianie pokrytej drobnym bruzdowaniem.
OwoceTrójgraniaste, brązowe orzeszki nazywane bukwią z miękko owłosioną, zdrewniałą torebką – kupulą, pękającą na drzewie. Mają do 2 cm długości.

## Biologia i ekologia

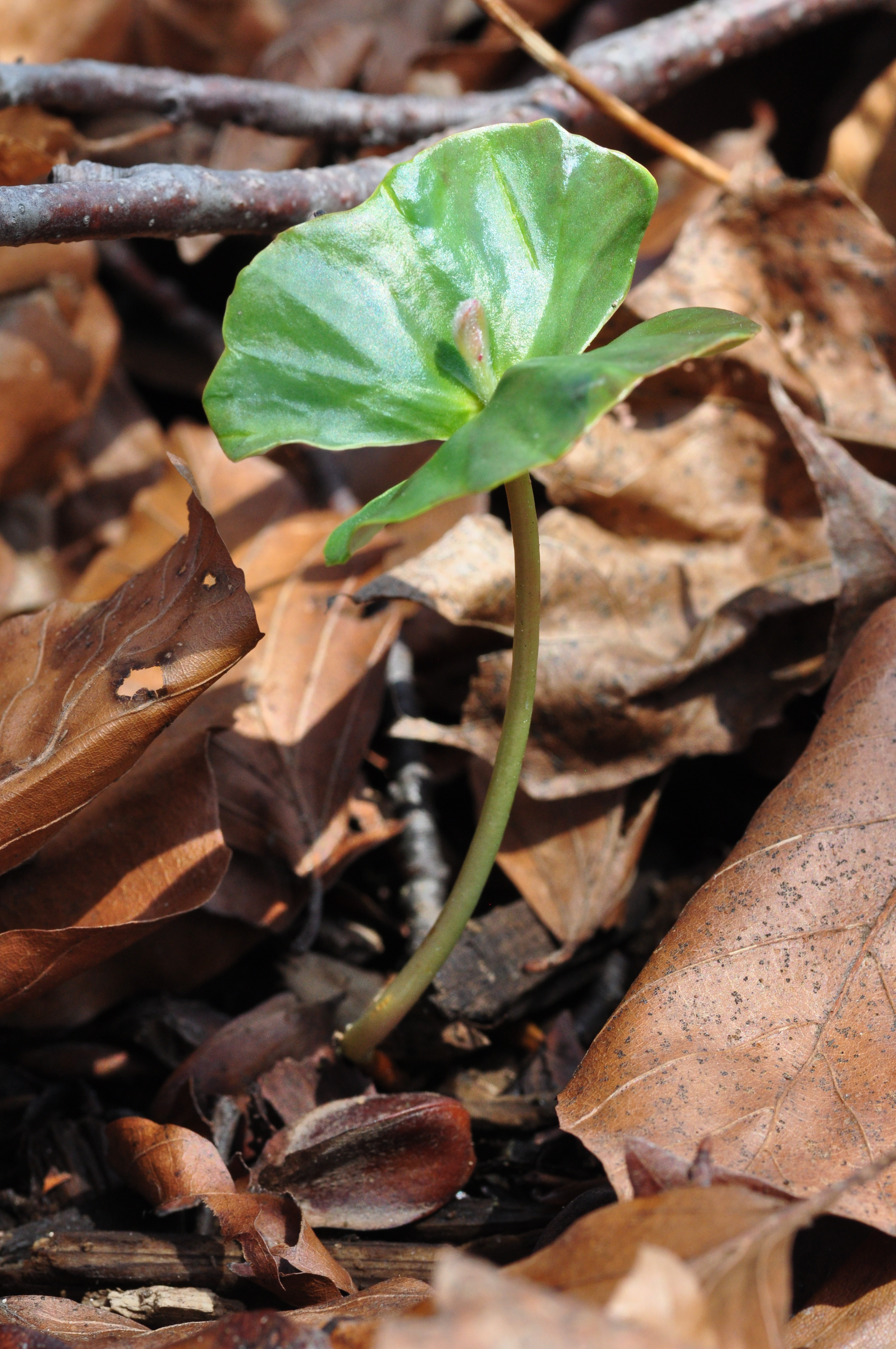
Siewka

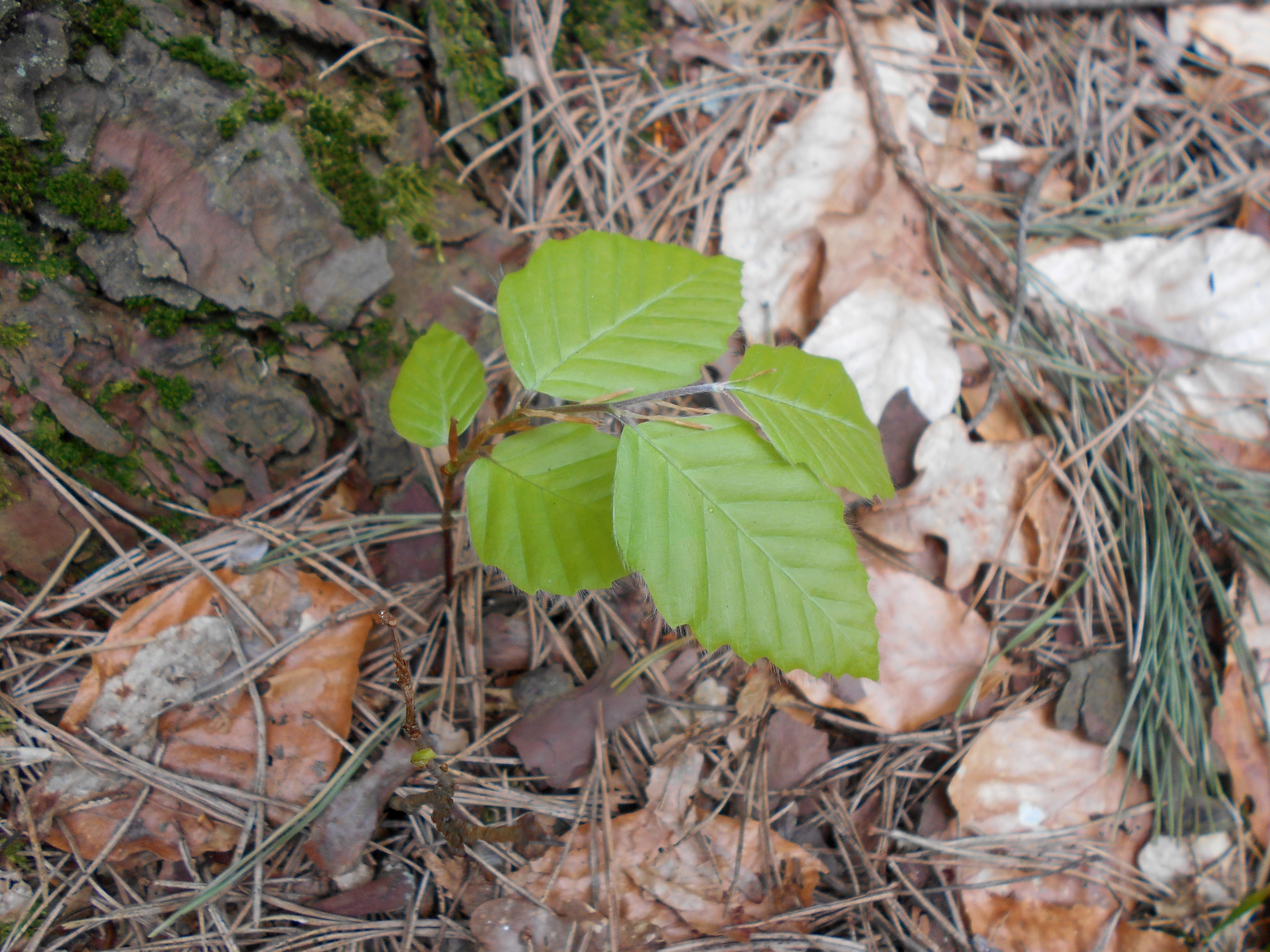
Młoda roślina

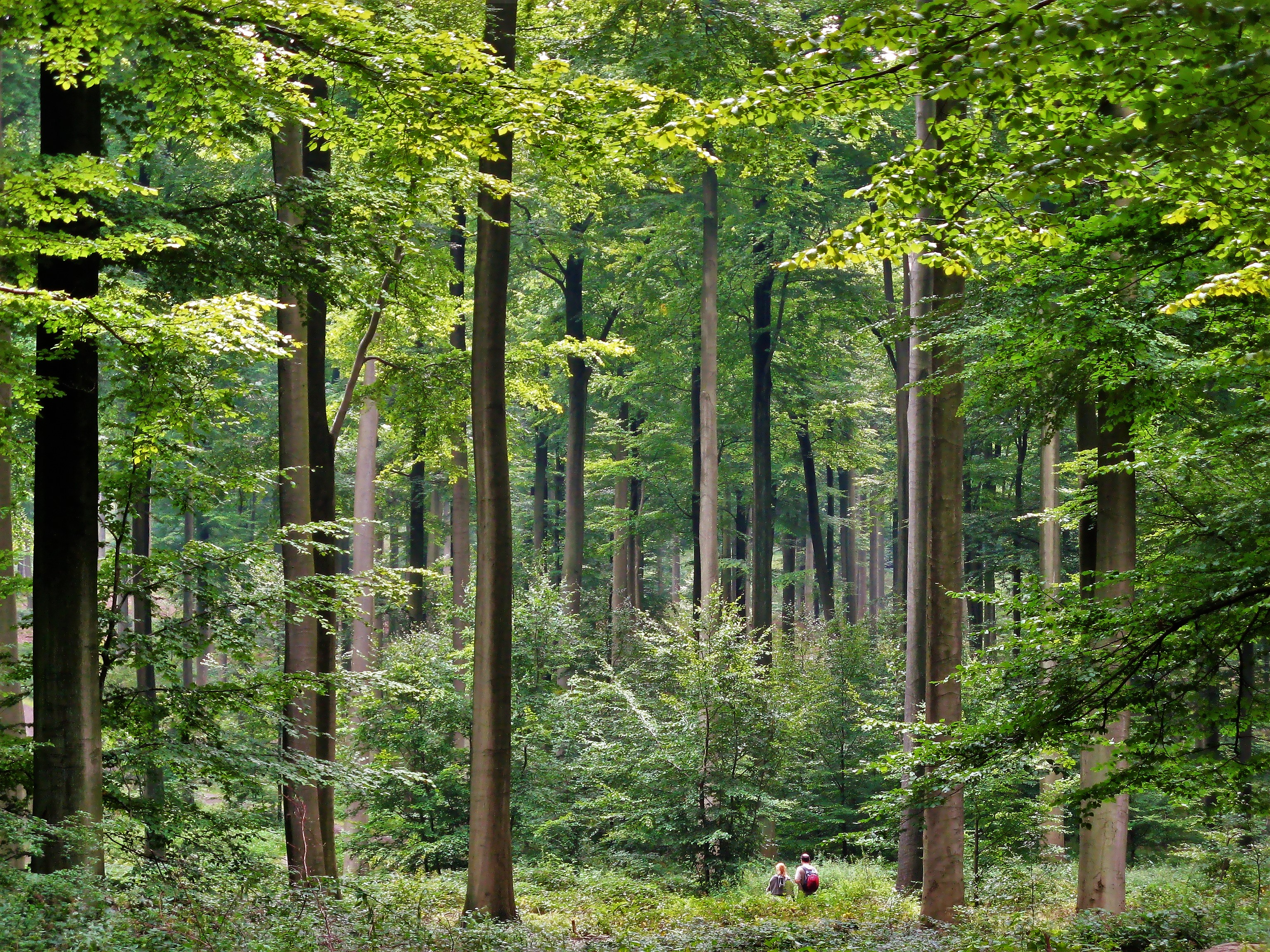
Buczyna

### Rozwój
Fanerofit. Roślina jednopienna, wiatropylna. Kwitnie od kwietnia do maja. W klasyfikacji typów ekologicznych kwiatów wiatropylnych Fraderica Delpino, buk zwyczajny zaliczany jest do typu penduliflorae, czyli kwiatostanach zwieszających się i ruchomych, nie zebranych w kwiatostany kotkowe, lecz w kuliste.
W porównaniu z innymi drzewami ma stosunkowo niską produktywność pyłku, ich przeciętna liczba w jednym kwiecie to około 12 tysięcy, podczas gdy u sosny jest to około 157 tysięcy. Dodatkowo ziarna są ciężkie, co utrudnia transport przez wiatr na większe odległości, skutkuje to lokalnym rozrastaniem się buczyn.
Owocuje obficie co 5–8 lat (tzw. lata nasienne), poczynając mniej więcej od 60–80 roku życia (drzewa rosnące w odosobnieniu zaczynają owocować w wieku 40–50 lat). Okrywy orzechów pękają wczesną jesienią. Nasiona kiełkują tylko gdy są przykryte ściółką leśną. Należą do nasion kiełkujących w ciemności. Opadły na wilgotną ziemię orzeszek pęcznieje i wkrótce wyrasta z niego korzonek, który wnika w glebę. Kilka dni później rozwijają się dwa zielone liścienie, pomiędzy którymi znajduje się delikatny pęd, który rosnąc przez lato, wykształca pierwsze liście właściwe. Młode rośliny doskonale znoszą zacienienie. W rozprzestrzenianiu buka zwyczajnego uczestniczą zwierzęta m.in. sójki i wiewiórki.
Gatunek ten jest wśród drzew najbardziej wydajnym producentem ściółki. Jego liście zawierają duże ilości związków wapnia, dzięki czemu powstająca z nich próchnica wzbogaca glebę w substancje pokarmowe i przeciwdziała wyjaławianiu. Współcześnie buk jest najlepiej przystosowanym do panujących warunków przyrodniczych drzewem liściastym w zachodniej części Europy Środkowej. Tworzy również większość naturalnych lasów zachodniej Europy. Osiąga wiek ponad 400 lat (np. w dolnym reglu Babiej Góry), a w południowej Europie nawet ponad 500 lat. Drzewostany bukowe w Polsce zajmują powierzchnię około 341,6 tysiąca hektarów, jest to około 4,9% powierzchni leśnej kraju i 21,3% powierzchni drzewostanów liściastych.
Najgrubszy buk zwyczajny w Lasach Państwowych rośnie w nadleśnictwie Nowogard. Ma 750 cm obwodu.

### Siedlisko
Lubi dość wysoką wilgotność powietrza. Jest wrażliwy na wiosenne przymrozki, dlatego brak naturalnych stanowisk w centralnej i wschodniej Polsce. Rośnie na glebach żyznych, napowietrzonych i wilgotnych, ale nie podmokłych. Odznacza się dość wysokimi wymaganiami glebowymi. Charakteryzuje się dużą tolerancją poziomu zakwaszenia gleby – występuje zarówno na glebach silnie kwaśnych (gleby brunatne), jak i o odczynie zasadowym (gleby wapienne). W północnej Europie występuje w niskich położeniach do 650 m, im dalej ku południu tym rośnie wyżej. Optimum rozwoju buczyn w Karpatach przypada na górną część regla dolnego, tj. około 800–1150 m n.p.m. (w Tatrach buk dochodzi maksymalnie do 1250 m). W Alpach występuje na 1540 m, na Etnie sięga do 1880 m. Zajmuje siedliska lasu świeżego, mieszanego i wilgotnego. Na Pomorzu Zachodnim jest głównym składnikiem niektórych kompleksów leśnych (np. Puszcza Bukowa pod Szczecinem).

### Fitosocjologia
Tworzy buczyny (Fagion sylvaticae), w których dominuje, rośnie też licznie w grądach (Carpinion), mniej licznie w łęgach i dąbrowach. W klasyfikacji zbiorowisk roślinnych gatunek charakterystyczny dla All. Fagion sylvaticae. Według obowiązującej klasyfikacji można wyróżnić dwa taksony fitosocjologiczne, buczynę karpacką (Fagetum carpaticum) oraz buczynę pomorską (Melico-Fagetum).

### Genetyka
Liczba chromosomów: 2n = 24.

## Nazewnictwo
Nazwa buk pochodzi od anglosaskiego boc oraz starogermańskiego Buche, stąd m.in. angielskie słowo book, oznaczające książkę. W Skandynawii pierwsze manuskrypty spisywano na cienkich bukowych tabliczkach, oprawionych w bukowe okładki.

## Zagrożenia i ochrona
Przez lata uważano, że buczyny w Polsce nie są znacząco zagrożone pod względem zdrowotnym, ponieważ występują na siedliskach zgodnych z wymaganiami ekologicznymi, są rodzimego pochodzenia, ulegają nielicznym chorobom infekcyjnym. Nie występują także masowe pojawienia foliofagów, brakuje ksylofagów i kambiofagów. Jednak w latach 80. XX w. w wielu krajach zaczęto obserwować zjawisko pogarszania się stanu zdrowotnego lasów. Czynnikiem odpowiedzialnym za zamieranie drzewostanów bukowych jest „zgorzel kory buka” zwana także „zamieraniem buka”, „śluzotokiem buka” lub „nekrozą kory buka”, która pojawia się w zwiększonym nasileniu w różnych częściach Europy co kilkanaście lat. Stwierdzone procesy chorobowe są potencjalnie dużym zagrożeniem, które może stać się realne przy sprzyjających ich rozwojowi warunkach.
Buczyny rosną na glebach atrakcyjnych rolniczo, przez co zostały w znacznej mierze wyniszczone przez człowieka.
Wymiar tego gatunku kwalifikujący go do ochrony w formie pomnika przyrody to co najmniej 310 cm długości obwodu w pierśnicy.

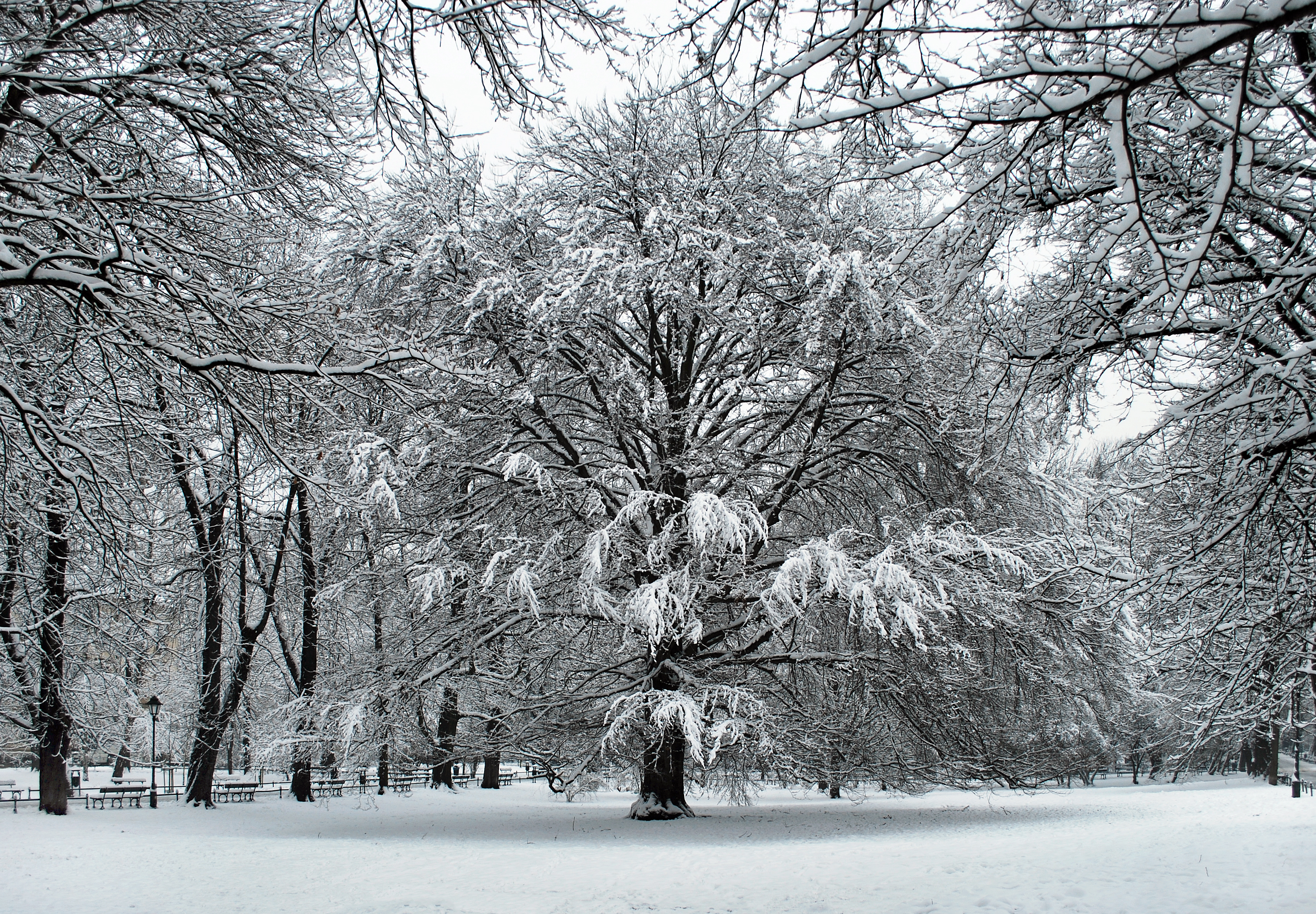
Pomnik przyrody buk odmiany czerwonolistnej na Plantach w Krakowie

## Zastosowanie

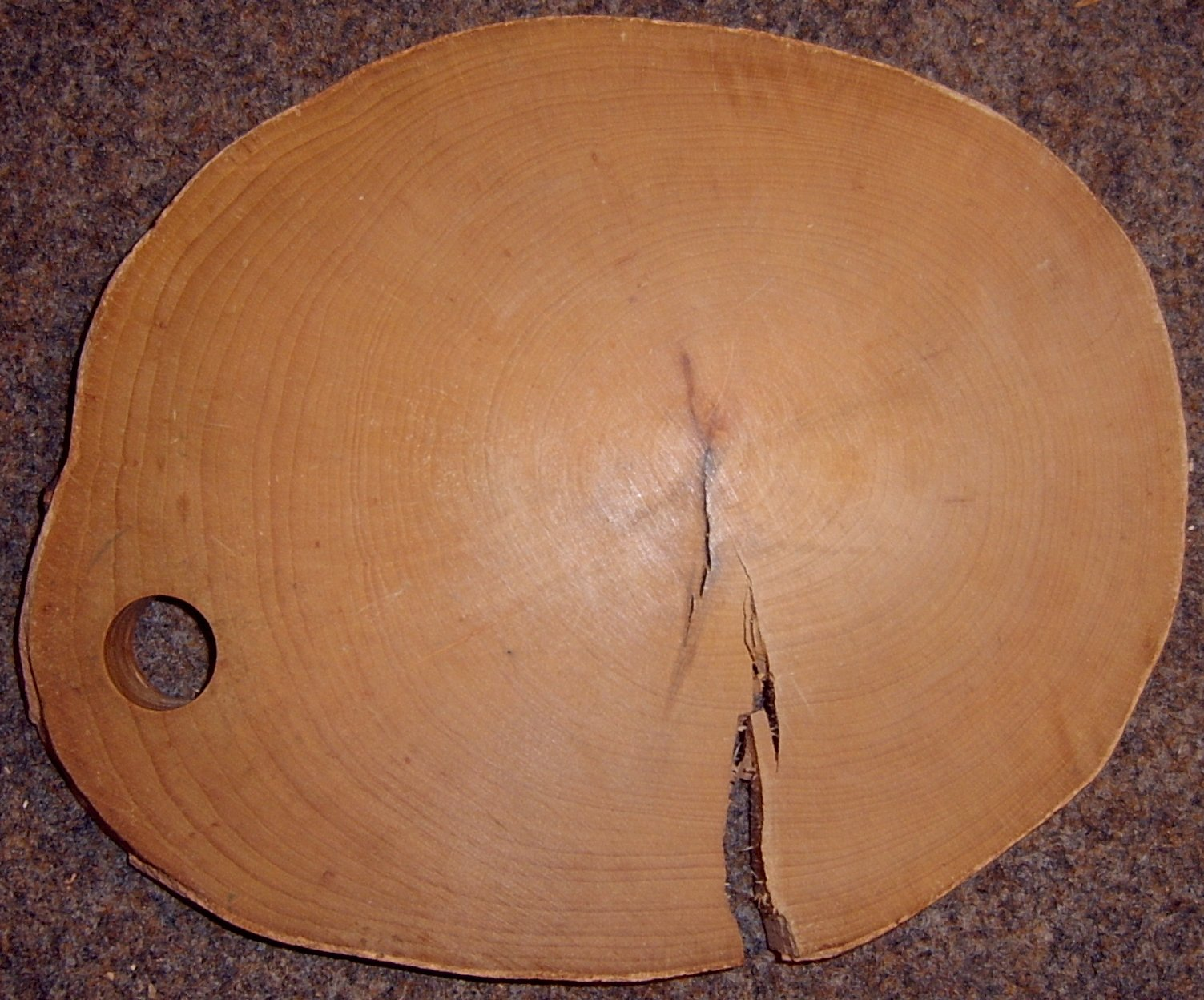
Drewno bukowe

Roślina leczniczaNapar z liści zawierających kwasy fenolowe, saponiny i flawonoidy działa przeciwzapalnie i odkażająco.
Surowiec drzewnyDrewno twarde, ciężkie i spoiste, beztwardzielowe i rozpierzchłonaczyniowe o barwie różowawej z rdzeniem fioletowym, nie zróżnicowanym na biel i twardziel (czasem występuje tzw. „fałszywa twardziel”). Ma bardzo duże zastosowanie w technice. Dostarcza doskonałego materiału meblowego, nadaje się także na parkiety, sklejki i płyty wiórowe. Produkuje się z niego beczki, skrzynki, narzędzia, części maszyn i przyrządów sportowych, oraz wiele przedmiotów codziennego użytku. Przemysł chemiczny wytwarza z niego papier, ocet drzewny, węgiel drzewny i olej smołowy. Nadaje się do toczenia.
Roślina energetycznaMa dużą wartość opałową. Jednym z ważnych produktów przeróbki drewna bukowego jest węgiel drzewny.
Roślina ozdobnaRoślina ozdobna – drzewo parkowe, używane także do zadrzewień przy drogach. Istnieje wiele odmian ozdobnych.
Roślina jadalnaMłode liście są jadalne, mają orzechowy smak, z czasem gorzknieją i twardnieją. Mogą być wykorzystywane jako dodatek do sałat liściowych, sałatek warzywnych i zup. Bukiew jest bogata w tłuszcz, który po wyciśnięciu służyć może do karmienia świń, z tego powodu jest też chętnie zjadana przez dziki i ptaki oraz magazynowana przez myszy i wiewiórki. Z bukwi wytwarza się olej leczniczy, palny i techniczny. Zawiera również trimetyloaminę (faginę), alkaloid, który w większych ilościach ma działanie halucynogenne i toksyczne.
Roślina pastewnaLiście stanowią dobrą paszę dla zwierząt.
Inne zastosowaniaNadają się na żywopłoty i szpalery. Martwe liście utrzymują się na gałęziach zimą, co zapewnia dodatkową ochronę przed wiatrem. Leśnicy wykorzystują je do pielęgnowania drzewostanów sosnowych. Ocieniając pnie sosen, buk przyspiesza odpadanie gałęzi sosnowych, co podnosi jakość drewna, a ściółka bukowa niweluje niekorzystny wpływ, jaki niekiedy wywiera na glebę ściółka sosnowa. Z wiórów bukowych wytwarzano dawniej mocny ocet, z kolei popiołu z drewna bukowego używano do prania bielizny. Duży buk produkuje dziennie około 7000 litrów tlenu, jest to ilość wystarczająca dla 50 ludzi. Każdy hektar lasu bukowego corocznie odfiltrowuje z powietrza około 50 ton pyłu.

## Uprawa
WymaganiaNajlepiej rośnie na żyznej, próchnicznej oraz dość wilgotnej glebie, w miejscach słonecznych i półcieniu.
RozmnażanieSiew, sadzonki, szczepienie.

## Zmienność
|                  |
| 'Asplenifolia'   |
|                  |
| 'Rohan Weeping'  |
|                  |
| 'Roseomarginata' |
|                  |
| 'Tortuosa'       |

Gatunek zmienny, istnieje bardzo duża liczba odmian ozdobnych.
- Asplenifolia – wolno rosnące drzewo o gęstej, szeroko rozpostartej, piramidalnej koronie. Liście zielone, bardzo zmienne, powcinane w różnym stopniu, najwęższe na długopędach młodych drzew. Stosunkowo dobrze rośnie w miastach i w rejonach o silnie zanieczyszczonym powietrzu[34].
- Atropunicea – osiąga 20 m wysokości i szerokości. Liście ciemnoczerwone, błyszczące, jesienią przebarwiające się na pomarańczowożółto. Doskonale znosi cięcie. Do wykorzystania w parkach i zieleńcach, w zestawieniach barwnych i jako szpalery[34].
- Dawyck – dorasta do 15 m wysokości przy 3 m szerokości korony. Liście zielone, błyszczące, jesienią żółte lub czerwonobrązowe[34].
- Dawyck Gold – drzewo o wąskiej kolumnowej lub stożkowej koronie. Dorasta do 15 m. Młode liście intensywnie złocistożółte, później stopniowo zielenieją. Przebarwienie jesienne żółte. Na gleby żyzne i świeże. Do sadzenia w parkach i dużych ogrodach, jako drzewo soliterowe, alejowe lub osłonowe.
- Dawyck Purple – dorasta do 15 m[10], o stożkowej lub kolumnowej koronie (szerokość 3 m). Liście ciemnoczerwone, błyszczące, jesienią przebarwiające się na jasnobrązowo[34].
- Fastigiata – forma początkowa wąskowrzecionowata, w starszym wieku wąskostożkowata o konarach wyprostowanych, wyrastających równolegle do pnia.
- Laciniata – forma zbliżona do odm. Asplenifolia o liściach mniej lub bardziej wcinanych, i o szybszym wzroście.
- Pendula – korona zmienna, szeroka lub słupowa. Liście zielone, błyszczące, jesienią żółte lub czerwonobrązowe. Preferuje gleby żyzne i świeże[34].
- Purpurea pendula – wolnorosnące, małe drzewo, o zwisającej, parasolowatej koronie. Dorasta do kilku metrów wysokości. Liście ciemnoczerwone, jesienią przebarwiają się na kolor czerwonobrązowy[34].
- Rohanii – blaszki liściowe z pofalowanymi i mocno powcinanymi brzegami, barwy miedziano-purpurowej, wzrost powolny, powstała w 1888 roku W Czechach ze skrzyżowania dwóch odmian.
- Rohan Weeping – kształt liści jak u ‘Rohanii’, barwa ciemnobordowa.
- Roseomarginata syn. Tricolor, Purpurea Tricolor – Młode liście ciemnopurpurowe, dojrzałe o brzegach różowych z białym przebarwieniem na przejściu.
- Tortuosa syn. F. s. f. suentiliensis Schelle 1911 – jedna z najciekawszych odmian buka znana od początku XIX wieku, ale późno opisana jako forma botaniczna. W Polsce rozmnażana dopiero od kilkunastu lat i prawdopodobnie starsze egzemplarze nie są znane. Charakteryzuje się bardzo wolnym wzrostem i silnie powyginanymi konarami, co nadaje starszym egzemplarzom ciekawy wygląd.
- Virdi Variegata – drzewo o jajowatej koronie, dorastające do około 20 m wysokości. Wytwarza liście żółtawozielone, czasem lekko kremowo nakrapiane[35].
- Zlatia – drzewo o szerokiej, zaokrąglonej koronie. Młode liście na wiosnę, przez okres 2–3 tygodni złotożółte, później zielone[34].

## Obecność w kulturze i symbolice

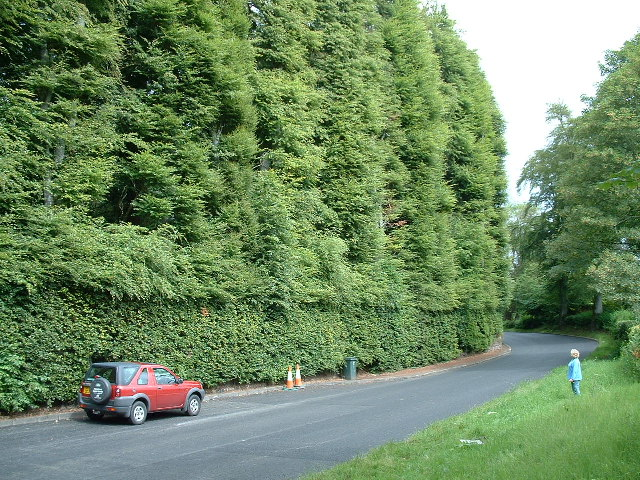
Bukowy żywopłot z Meikleour

Buk był opisywany przez starożytnych uczonych, Teofrasta z Eresos i Cycerona. Starożytni Rzymianie uważali go za drzewo szczęśliwe, symbol miłości, płodności i cierpliwości. W polskiej tradycji ludowej uchodził za drzewo odstraszające czarownice i demony, bywało jednak, że przeciwnie – przypisywano mu kontakty ze złymi mocami.
Adam Mickiewicz wymienił buki, opisując puszczę w poemacie Pan Tadeusz, co stało się zarzewiem wielu dyskusji, gdyż na Litwie ten gatunek nie występuje.
Francuski pisarz Gustave Flaubert namiętnie palił fajkę bukową. Fagot, instrument dęty drewniany, zawdzięcza swoją nazwę właśnie bukowi z którego jest wykonywany.
W konkursie na Europejskie Drzewo Roku 2024 pierwsze miejsce zajął zasadzony na przełomie XVIII i XIX w. buk „Serce Ogrodu” rosnący w Arboretum w Wojsławicach.